# 湯原王
湯原王（日语：／ Yuharaō/Yuharanoōkimi，？—？）是日本奈良時代的王、歌人，父親是天智天皇之子志貴皇子。

## 經歷
湯原王雖然是天智天皇之孫，但是霍各種史書上均沒有其做官的紀錄，反而在《萬葉集》則收錄了他在天平年間初期（730年之後）創作的19首和歌，是萬葉後期代表歌人之一。另外，他作為敕撰歌人在《拾遺和歌集》以下的《敕撰和歌集》也收錄了其四首作品。
湯原王死後的寶龜元年（770年），他的兄弟白壁王即位（即光仁天皇）後，志貴皇子的子女均視作親王或內親王，因此有些文獻也稱他為湯原親王。
壬申之亂後，大海人皇子在擊敗天智天皇之子大友皇子後繼位為天武天皇，此舉導致天智天皇系的諸王在皇位繼承的立場上變得微妙，對此作為天智天皇系皇族之一的湯原王選擇遠離政局，盡情享受人生。
另外，《萬葉集》收錄了湯原王與一女子共12首的相聞歌（其中7首為湯原王作品），描述了他與該名女子陷入熱戀，但是這段戀情最終未能開花結果。這篇描述苦戀的作品影響了在平安時代初期成書的《伊勢物語》，物語中的「昔男」對伊勢齋宮朝思暮想而創作的和歌，與湯原王所作的其中一首相聞歌，內容相當類似。

## 系譜
- 父：志貴皇子
- 母：不詳
- 妻：不詳
  - 次男：壹志濃王
  - 男子：市師王[9]
  - 女子：尾張女王（光仁天皇後宮）